# Saint-Senier-sous-Avranches
Saint-Senier-sous-Avranches – miejscowość i gmina we Francji, w regionie Normandia, w departamencie Manche.
Według danych na rok 1990 gminę zamieszkiwało 981 osób, a gęstość zaludnienia wynosiła 114 osób/km² (wśród 1815 gmin Dolnej Normandii Saint-Senier-sous-Avranches plasuje się na 231. miejscu pod względem liczby ludności, natomiast pod względem powierzchni na miejscu 602.).